# Дегунино (Москва)
Дегу́нино — село, существовавшее до 1960 года на территории Московской области. 17 августа 1960 года территория села была поглощена городом Москва.

## История названия
Первое известное название — Дегунинское. В настоящее время о происхождении названия местности однозначного мнения нет. По одной из версий название идёт от слова «дегун» в значении «выжженная земля». Не исключено, также, что название местности связано с фамилией Дегунов.

## Месторасположение
Топографические карты объясняют, почему было выбрано именно это место для поселения. «Безымянный» овраг (ранее — «Спиркин»), имеющий три ветви, образует в центре возвышенный участок земли, окружённый с трёх сторон естественным рвом. Выход только на север, причём он отлично был защищён оврагом с флангов. Естественное укрепление служило защитой от опасностей, угрожавших населению как с востока, со стороны Большой Дмитровской дороги, так и с запада. С севера были непроходимые дремучие леса. Южное окончание этого естественного укрепления и есть исторический центр села Дегунино. По периметру этого центра располагались избы причта и крестьян, там же находился и протопопов двор.
К XVIII веку этот участок был полностью заселён, поэтому возникла новая слободка на восточной стороне оврага, на просёлке, который вёл к броду на речке Лихоборке при пересечении с Большой Дмитровской дорогой. Впоследствии выросли и другие слободки, тяготевшие к центральной части села с церковью. Таким образом сложилось своеобразное село, состоящее из разобщённых слободок, объединявшихся лишь общими угодьями и храмом. Угодья располагались на суходоле к северу и востоку от речки Лихоборки.
В XX веке оно показывалось на картах слева от Большой Дмитровской дороги в девяти верстах от Москвы.

## История
Впервые Дегунино (как «село Дейгуниньское») упоминается во второй духовной грамоте Московского князя (Архивная копия от 2 декабря 2018 на Wayback Machine) Ивана Калиты в 1328 году. В ней он пожаловал село великой княгине Ульяне с младшими детьми. Через семнадцать лет, в 1353 году уже его сын великий князь Симеон Гордый завещал село своей жене великой княгине Марии. И наконец, в конце века, в 1389 году Дмитрий Донской передал село сыну, князю Андрею.
А через пять лет хозяином села почти на 400 лет стала православная церковь. Это произошло в связи с тем, что после смерти Дмитрия Донского его вдова княгиня Евдокия в память о муже и о блестящей победе на Куликовом поле построила в Кремле белокаменный храм — Собор Рождества Пречистые Богородицы, «что на Дворце у царицы на Сенех». А сын Андрей пожаловал на содержание причта этого храма в вотчину село Дегунино со всеми угодьями и крестьянами.
Следующее упоминание появляется только через 200 лет в 1584 году. В писцовой книге сообщается, что село является вотчиной церкви Рождества и перечисляется, что числятся «… церковь Борис и Глеб, древена, клетцки, при церкви двор попов, двор церковного дьячка, да три кельи, да двор протопопа с братиею. Пашни, паханные середние земли протопоповы с братиею 100 четьи (150 десятин), a пашут их люди деловые, а крестьянские пашни 150 четьи».
В «Смутное время» село было разорено, церковь уничтожена, и Дегунино стало деревней. В писцовых книгах (1623—1624 годов) оно описано как «деревня, что было село Дегунино состоящее из 14 крестьянских и бобыльских дворов, поделенных между протопопом и тремя попами московского собора…»
Только в 1633 году церковь в селе была восстановлена, на этот раз с приделом Иоанна Богослова. Хоть к этому времени Дегунино опять стало селом, но оставалось все ещё бедным. Поэтому патриарх Иоасаф в 1635 году на сорок лет освободил церковь от дани. Постепенно село богатело. Так уже в 1646 году в селе было 22 двора и 57 жителей, и добавилось в числе их владельцев ещё два соборных дьякона. В 1678 году в селе числилось 17 дворов и 63 жителя. По истечении сорока льготных лет на церковь вновь была наложена дань по прежнему окладу.
В 1700 году указом государя село Дегунино изъяли из вотчины Рождественского собора и пожаловали бедному Алексеевскому девичьему монастырю, что в Москве, в Чертолье. В последующие 50 лет село практически не росло. Так по писцовым и ландратским книгам в 1700 году — 26 крестьянских дворов и 85 душ, в 1704 году −30 дворов и 90 душ, в 1719 году 31 двор, и 86 жителей мужского пола. По «второй ревизии» (1743—1747 гг.) в Дегунине и Лихоборах числилось совместно 119 душ мужского пола.
В 1762 году из-за крайней ветхости старую церковь разобрали на том же месте построили новую деревянную однопрестольную церковь и освятили во имя Бориса и Глеба.
С 1764 года по указу Екатерины II село вновь стало государственным и перешло в подчинение Коллегии экономии. Отныне крестьяне стали именоваться экономическими.
Согласно геометрическому специальному плану села Дегунино и основанной при нём деревне Лихоборы согласно межеванию 1761 года за двумя селениями числилось 989 десятин земли. Из них пашни — 337 десятин, леса — 467 десятин, сенных покосов — 81 десятина. Из того же числа попу с причетниками отмежевано 26 десятин, а в 1767 году дополнительно 10 десятин, о чём сделана специальная запись на карте и нанесены её границы. В 1770-х гг в селе Дегунино было 42 двора, а жителей — 137 мужского и 142 женского пола.
Через сто лет, село принадлежало уже Окружному управлению государственных имуществ. В 1852 году в селе было 67 дворов, а жителей 445 душ.
У села Дегунино, сельца Бескудниково и деревни Верхние Лихоборы был общий приход. В 1861 году в нём было 695 жителей, поэтому деревянный храм стал тесен, и возникла необходимость построить новый. В 1866 году с разрешения митрополита Филарета рядом с деревянным в селе Дегунино был построен в русском стиле каменный трёхпрестольный храм и освящён во имя Николая Чудотворца. По описаниям современников «Он представлял собой массивный параллелепипед с высокой полукруглой апсидой, трапезной и колокольней… В измельчённых деталях фасада применен белый камень. Единое внутреннее пространство с широко расставленными столбами перекрыто высокими сводами. Церковь была живописно расписана по стенам и сводам, имела богатый иконостас, иконы и облачения. На колокольне было два больших колокола».
Около десяти лет в Дегунино стояло два храма и только в 1884 году деревянный был разобран.
Храм был закрыт в 1940 году, в его помещении обосновалась трикотажная фабрика, выпускавшая спортивные костюмы («Родина»). Сейчас[когда?] храм возвращён православной церкви, исполняет духовные требы и готовится к реставрации.
При прокладке в 1849 году по землям села Николаевской железной дороги произошло отчуждение земель под дорогу, за что была выплачена компенсация. Часть земли села оказалась отрезанной железной дорогой от основных угодий. Поэтому их уступили шотландцам братьям Мюр, которые устроили в 1895 году химический завод на речке Лихоборке.
Богородский купец В. А. Прорехов на арендованных у крестьянского общества землях построил крупный кирпичный завод.
В конце XIX века село считалось зажиточным. В 1884 году в нём было 76 дворов и 486 жителей, две лавки, один трактир, при селе состояли кирпичный и шерстобитный заводы. В 1890 году — уже около 700 жителей.
В XIX веке жители села уже практически не занимались хлебопашеством. Если и сеяли хлеб, то только для себя. Основной доход приносило огородничество и торговля молоком. Это подтверждается тем, что в 1899 году в селе имелось 98 лошадей и 130 голов крупного рогатого скота. Это достаточно много для села с таким количеством дворов. Мужчины работали ломовыми извозчиками, в типографиях в Москве, занимались торговлей в столичных трактирах.
В 1911 году в селе числилось уже 111 дворов.
После 1917 года село вошло в Верхнелихоборский сельсовет Хлебниковской волости, переименованной в 1918 году в Коммунистическую. В 1925 году был образован Дегунинский сельсовет. В селе Дегунино был образован колхоз, который впоследствии вошёл в объединённый колхоз «Победа» с центром в Верхних Лихоборах.
Река Лихоборка являлась долгие годы естественной границей Москвы. В 1960 году село Дегунино вошло в состав города Москвы, закончив своё 600-летнее существование (это только исходя из известных источников).
С начала 1960-х годов Дегунино — район массовой жилой застройки. Руководитель проекта — архитектор И. И. Ловейко.
Память о селе сохранилась в названиях улиц (Дегунинская), и районов — Западное и Восточное Дегунино).